# Григорович М-12
Григорович М-12 (рус. Григорович М-12) је ловачки авион направљен у Русији. Авион је први пут полетео 1916. године. 

Највећа брзина у хоризонталном лету је износила 140 km/h. Размах крила је био 8,75 метара а дужина 7,60 метара. Маса празног авиона је износила 620 килограма а нормална полетна маса 9870 килограма. Био је наоружан једним митраљезом 7,62 мм.

## Наоружање
| Наоружање авиона: Григорович М-12 |      |
| Ватрено (стрељачко) наоружање     |      |
| Топ                               |      |
| Митраљез                          |      |
| Број и ознака митраљеза           | 1    |
| Калибар                           | 7,62 |
| Бомбардерско наоружање (бомбе)    |      |
| Ракетно наоружање (ракете)        |      |